# Einhandsegeln

Flagge Unaone, wird oft von Einhandseglern gesetzt

Einhandsegeln  bezeichnet das Segeln eines Bootes mit nur einer Person an Bord. Da viele offene Segelboote wie Jollen und kleinere Kielboote von nur einer Person gesegelt werden, ist mit Einhandsegeln im Besonderen eher das (ungewöhnlichere) einhändige Segeln in größeren Booten auf Küstenfahrt oder auf See gemeint.
Der Begriff ist eine Übersetzung des englischen Single-handed sailing (vom englischen Ausdruck für Besatzungsmitglied, hand) und bezeichnet damit die Mannschaftsstärke (vgl. Hand für Koje).

## Geschichte

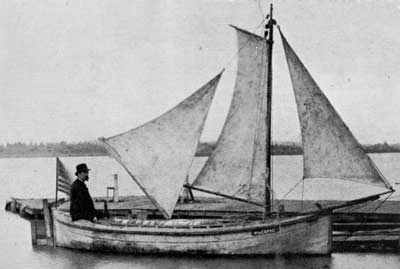
Bernard Gilboy auf seinem 18 Fuß langen Schoner Pacific (1882)

Die erste Weltumrundung eines Einhandseglers fand 1895–1898 durch Joshua Slocum statt. Als erste Frau überquerte die Britin Ann Davison 1952/1953 solo den Atlantik. Der Engländer Robin Knox-Johnston führte 1968–1969 erstmals eine Einhand-Weltumsegelung durch, ohne unterwegs einen Hafen anzulaufen. Die erste Einhandseglerin, die die Welt nonstop umrundete, war 1988 die Australierin Kay Cottee, die in ihrer 11-Meter-Jacht First Lady in 187 Tagen von Sydneys Vorort Watsons Bay um die Erde und zurück in den Hafen von Sydney segelte.
Die Zahl der Weltumsegelungen durch Einhandsegler dürfte inzwischen einige Hundert betragen, wobei keine Institution über solche Reisen Buch führt. Einen regelrechten Boom erlebte das Hochsee-Einhandsegeln durch die Entwicklung leistungsfähiger mechanischer Selbststeueranlagen in den 1970er Jahren.
Der bekannteste deutsche Einhandsegler und zugleich der erste deutsche Einhand-Weltumsegler ist Wilfried Erdmann, der auch als einziger mit derselben Yacht Kathena Nui die Erde in beiden Richtungen (also mit den vorherrschenden Windrichtungen und gegen diese) umrundete. Die erste deutsche Frau, die einhand die Welt umsegelte, war Gudrun Calligaro.

## Psychische Herausforderungen
Eine mehrtägige, mehrwöchige oder mehrmonatige Fahrt bedeutet eine besondere psychische Belastung für den Segler. Neben dem Alleinsein wird Schlafmangel zur Gefahr: Müdigkeit führt zu verminderter Konzentrations- und Leistungsfähigkeit und Beeinträchtigung der Wahrnehmung bis hin zu hypnagogen Halluzinationen. Frieren, allgemeines Unwohlsein, Antriebslosigkeit und erhöhte Reizbarkeit sind „normale“ Begleiterscheinungen, Depressionen und Angstzustände können die Folge sein.

## Anforderungen an das Boot
Viele Einhandsegler versuchen, möglichst alle Manöver von einem Platz aus durchzuführen. Daher stellt das Einhandsegeln weitere Anforderungen an Konstruktion und Ausstattung eines Bootes. Häufig werden beispielsweise alle Schoten und Fallen in das Cockpit geführt, damit der Einhandsegler sich beim Hissen, Reffen oder Bergen der Segel nicht weit vom Ruder entfernen muss. Selbststeueranlagen gehören zum Standard.

## Risiken
Streng genommen ist Einhandsegeln über mehrere Tage weder mit guter Seemannschaft noch mit internationalem Seerecht vereinbar, da während der Schlafphasen des Skippers keine Wache gehalten wird (kein ständiger Ausguck, keine Funkwache). Moderne Navigationselektronik (Radar, AIS) kann mit entsprechenden Alarmsystemen zwar vor drohenden Kollisionen warnen, dies gilt jedoch nicht als Ersatz für den menschlichen Ausguck.
In der Praxis sind Kollisionen von Einhandseglern mit anderen Schiffen allerdings sehr selten, da sie üblicherweise abseits befahrener Schifffahrtsrouten unterwegs sind. Trotzdem schließen viele Yachtversicherungen einen Versicherungsschutz beim Einhandsegeln explizit aus.
Weitere Risiken sind die fehlende Hilfe bei möglichen (z. B. medizinischen) Notfällen sowie die erhöhte Gefahr bei einem Über-Bord-Gehen, da in diesem Fall keine Rettung durch andere Besatzungsmitglieder erfolgen kann.

## Rekorde bei Einhand-Weltumseglungen

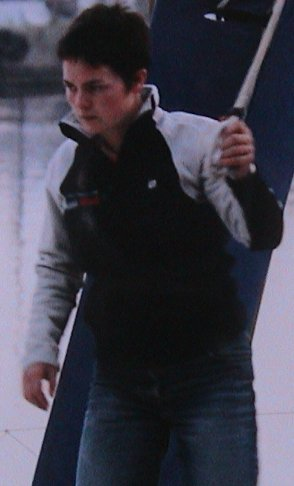
Ellen McArthur

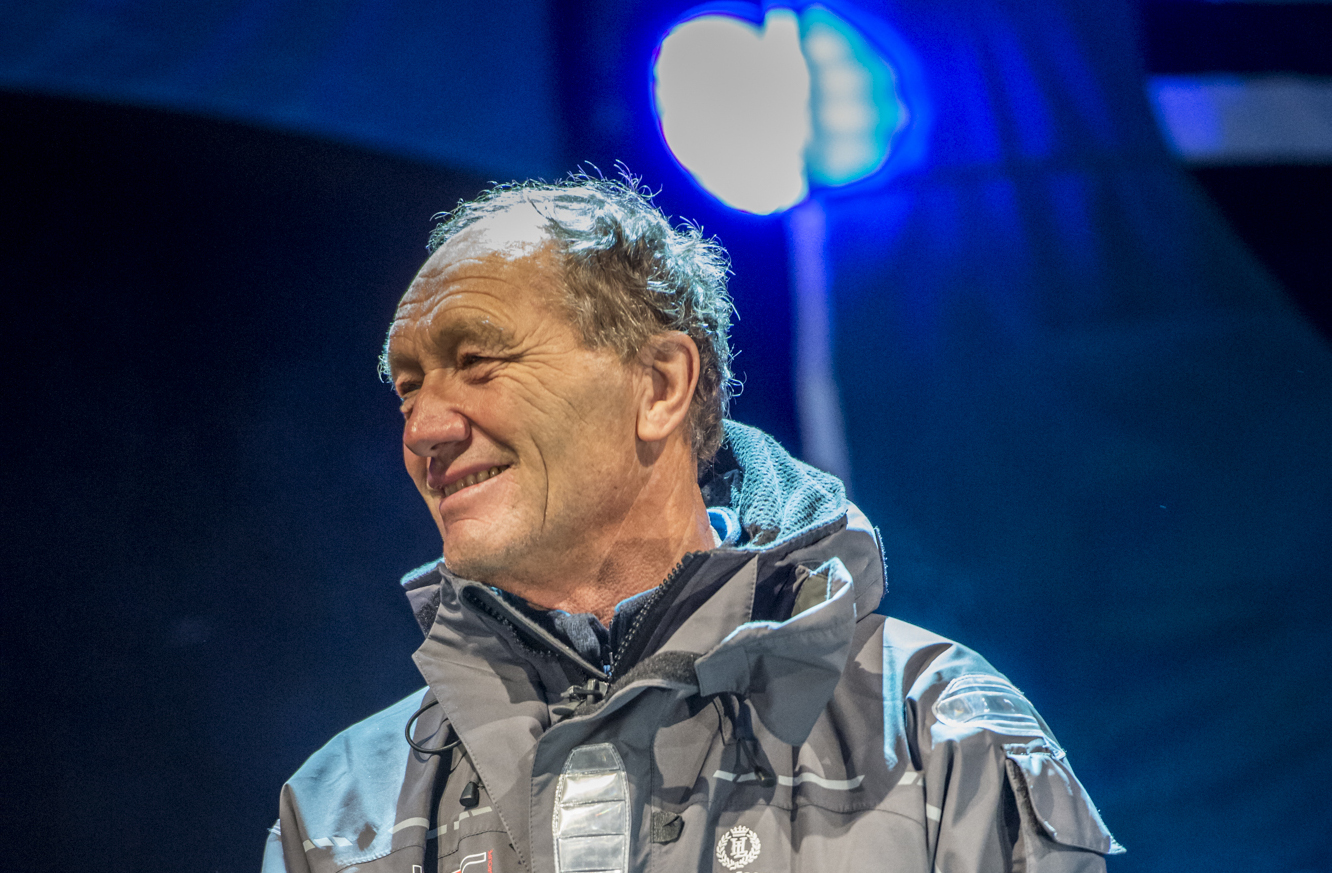
Francis Joyon

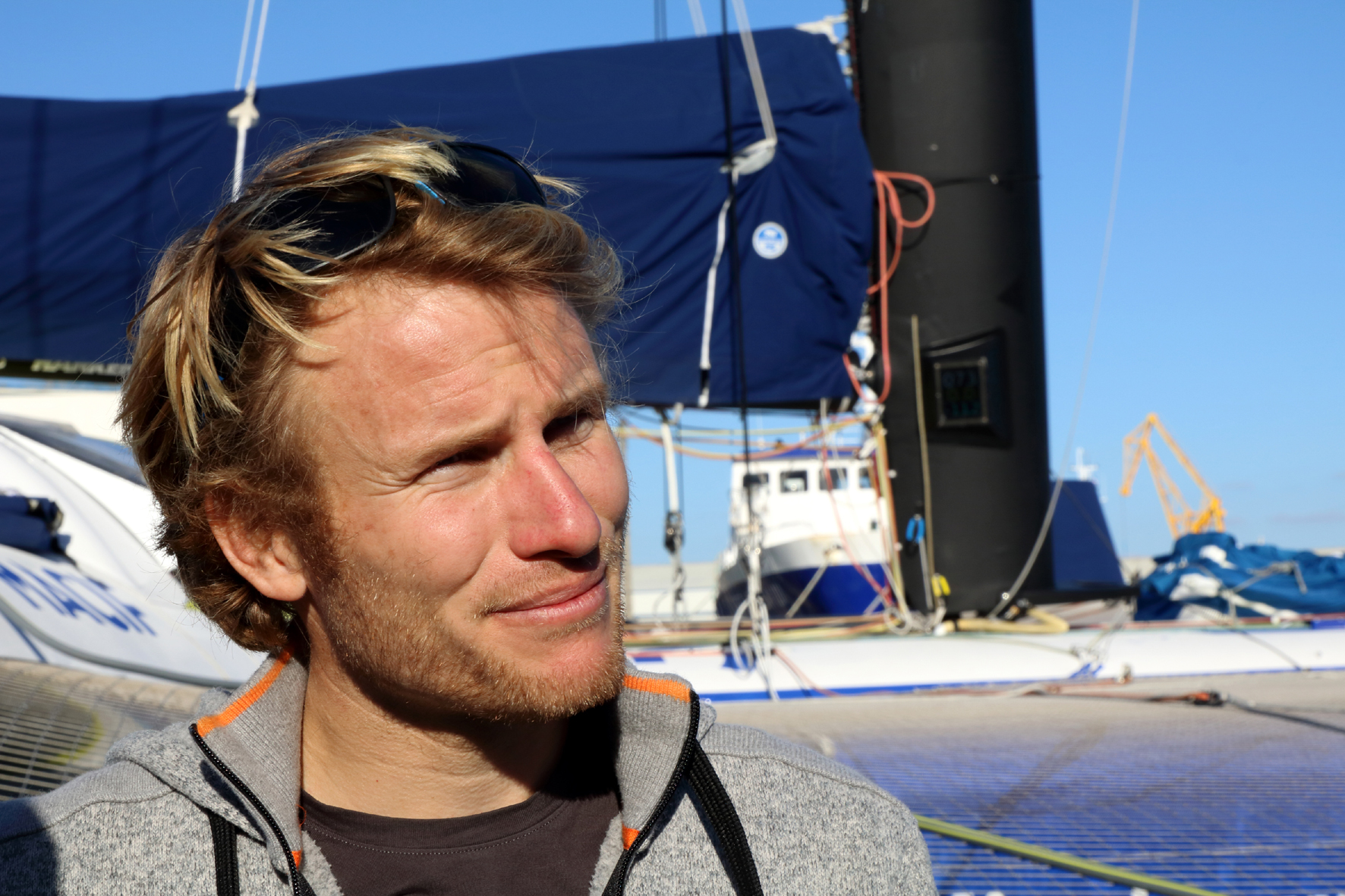
François Gabart

Den Rekord der schnellsten Einhand-Weltumsegelung einer Frau hält Ellen MacArthur, die 2005 nach 71 Tagen nach Ouessant im Nordwesten Frankreichs zurückkehrte. Bis Januar 2008 war das auch Weltbestleistung, dann brach der Franzose Francis Joyon diesen Rekord mit 57 Tagen, 13 Stunden und 34 Minuten. 2016 brauchte der Franzose Thomas Coville 49 Tage, 3 Stunden und 7 Minuten für eine Einhandweltumseglung. Den aktuellen Rekord (2017) hält der französische Segler François Gabart mit einem 30 Meter langen Trimaran MACIF. Der 34-Jährige kreuzte die Start- und Ziellinie vor Brest nach 42 Tagen, 16 Stunden, 40 Minuten und 35 Sekunden. Die längste Zeit alleine auf See verbrachte der Australier Jon Sanders, der die Welt dreimal und nonstop in 657 Tagen umrundete.

### Einhand-Weltumsegler nonstop gegen den Wind (von Ost nach West)
- 1970 Sir Chay Blyth, Großbritannien (UK) in 292 Tagen
- 1994 Mike Golding, Großbritannien (UK) in 161 Tagen
- 2000 Philippe Monnet, Frankreich in 151 Tagen
- 2001 Wilfried Erdmann, Deutschland in 343 Tagen
- 2004 Jean-Luc Van Den Heede, Frankreich in 122 Tagen (Rekord)
- 2006 Denise „Dee“ Caffari, Großbritannien (UK) in 178 Tagen

### Altersrekorde
Bei den Einhand-Weltumrundungen hat sich mittlerweile ein Wettbewerb um die jüngste Person mit einer abgeschlossenen Weltumrundung entwickelt. Folgende Segler hatten jeweils zum Abschluss ihrer Umrundung den Altersrekord inne (mit Jahr und Alter – Jahre und Tage – beim Abschluss der Umrundung):
- Robin Lee Graham (1970, 21 Jahre und 56 Tage alt – mit gelegentlicher Crew-Begleitung[4])
- Tania Aebi (1987, 21 Jahre)
- Brian Caldwell (1995, 20 Jahre und 285 Tage)
- David Dicks (1996, 18 Jahre und 41 Tage)
- Jesse Martin (1999, 18 Jahre)
- Zac Sunderland (2009, 17 Jahre und 230 Tage)
- Michael Perham (2009, 17 Jahre und 164 Tage)
- Jessica Watson (2009, 16 Jahre und 362 Tage)
- Laura Dekker (2010/2011, 16 Jahre und 123 Tage)

Jüngster deutscher Einhand-Weltumsegler ist Paul Graute (1973, 25 Jahre und 35 Tage alt).
Jeanne Socrates ist die älteste Frau, die 2019 mit 76 Jahren als Einhandseglerin die Erde umrundet hat.

## Wettbewerbe
Im Jahre 1960 wurde erstmals die Transatlantikregatta Single-Handed Transatlantic Race (STAR) ausgerichtet, die von Plymouth, Großbritannien, nach Newport, Rhode Island, USA, führte. Dieses Rennen wird unter verschiedenen Namen bis in die Gegenwart veranstaltet und ist damit die traditionsreichste Regatta für Einhandsegler. Deutsche Teilnehmer an diesem Rennen waren u. a. Claus Hehner (1972: 28. Platz) und Wolfgang Quix, die sich allerdings nicht gegen die internationale Konkurrenz behaupten konnten. Traditionell wird das OSTAR von Franzosen und Engländern dominiert, wobei seit den 1980er Jahren grundsätzlich Mehrrumpfboote die vorderen Plätze belegten.
Als anspruchsvollste Regatta für Einhandsegler gilt die Vendée Globe, die – wie das OSTAR – in vierjährigem Turnus veranstaltet wird.
Seit 2012 wird in Dänemark die Silverrudder Challenge, eine Einhandregatta „rund Fünen“, ausgetragen. 2012 gingen 15 Segler an den Start, 2015 waren schon 330 Starter gemeldet.

## Bekannte Einhandsegler

### Ehemalige Einhandsegler (Auswahl)
- Francis Chichester
- Donald Crowhurst
- Wilfried Erdmann
- Maud Fontenoy
- Rollo Gebhard
- Wolfgang Hausner
- Titouan Lamazou
- Hannes Lindemann
- Ellen MacArthur
- Hans Anton Maurenbrecher
- Jörgen Meyer
- Bernard Moitessier
- Burghard Pieske
- Fred Rebell (Paulis Sproģis)
- Joshua Slocum
- Éric Tabarly
- Jean-Luc Van Den Heede

### Aktive Einhandsegler (Auswahl)
Die größten Aktivitäten des sportlichen Einhandsegelns gibt es in Frankreich. Die wichtigsten Einhandregatten werden regelmäßig von französischen Seglern gewonnen. Bekannte aktive Einhand-Regattasegler sind:
- Florence Arthaud
- Yannick Bestaven
- Franck Cammas
- Clarisse Crémer
- Charlie Dalin
- Samantha Davies
- Laura Dekker
- Michel Desjoyeaux
- Violette Dorange
- Jean-Pierre Dick
- François Gabart
- Marc Guillemot
- Pip Hare
- Boris Herrmann
- Isabelle Joschke
- Francis Joyon
- Jean Le Cam
- Armel Le Cléac’h
- Justine Mettraux
- Loïck Peyron
- Yoann Richomme
- Jörg Riechers
- Vincent Riou
- Sébastien Simon
- Alex Thomson

## Einhandsegeln in Film und Belletristik
In All Is Lost spielt Robert Redford einen schiffbrüchigen Einhandsegler – der Spiegel nannte den Film „ein maximal reduziertes Meisterwerk“.
2021 nahm sich der deutsche Schriftsteller Christian Kortmann des Themas an. Über seinen Roman „Einhandsegeln“ schrieb die Zeitschrift Yacht: „Ein Mann allein auf dem Meer, voraus Kap Hoorn. Wie einst Moitessier steht er vor der Entscheidung, zurückzukehren oder einfach allem davonzusegeln. Christian Kortmann erzählt von einem, der den Kurs seines Lebens neu ausrichtet.“